# Agrilus strigifrons
Agrilus strigifrons es una especie de insecto del género Agrilus, familia Buprestidae, orden Coleoptera.
Fue descrita científicamente por Waterhouse, 1889.